# جیمز چارلز
جیمز چارلز دیکینسون (به انگلیسی: James Charles Dickinson) (زاده ۲۳ مه ۱۹۹۹) ستاره اینترنتی، یوتیوبر و هنرمند آرایش آمریکایی است. او در ۲۰۱۶ اولین مردی شد که در جلد نشریه کاور گرل حضور پیدا می‌کند.

## زندگی شخصی
چارلز اهل شهر بیت‌لحم واقع در ایالت نیویورک است و در ژوئن سال ۲۰۱۷ از دبیرستان مرکز بیت‌لحم در ایالت نیویورک فارغ‌التحصیل شده‌است. تا سال ۲۰۱۹، دارایی خالص وی ۱۲ میلیون دلار تخمین زده شده‌است.

## فعالیت حرفه‌ای
چارلز بیشتر با آموزش‌های مربوط به آرایش در یوتیوب شناخته می‌شود، او در اول دسامبر ۲۰۱۵ این کانال را راه‌اندازی کرد. در حال حاضر او ۲۴,۴ میلیون مشترک دارد و هم‌اکنون او به دنبال شده‌ترین کانال زیبایی در یوتیوب تبدیل شده‌است. در ۶ مه ۲۰۱۹، کانال وی ۱۶٫۶ میلیون مشترک داشت و در ۱۱ مه ۲۰۱۹ او به اولین شخصیت یوتیوب تبدیل شد که بیش از ۱ میلیون مشترک را در ۲۴ ساعت از دست داد.
در ۱۱ اکتبر ۲۰۱۶، در هفده سالگی، چارلز به عنوان اولین سخنگوی مردانه برای لوازم آرایشی برند کاورگرل شناخته شد و در کنار سفیر برند کیتی پری فعالیت کرد.
در ژانویه سال ۲۰۱۹، او به بیرمنگام انگلیس دعوت شد تا دومین فروشگاه لوازم آرایشی مورف کازمتیکز را افتتاح کند. در مارس سال ۲۰۱۹، چارلز آرایش ایگی آزیلیا، خواننده استرالیایی را برای موزیک ویدیوی «سالی والکر» را انجام داد.
در آوریل ۲۰۲۰، چارلز تأیید کرد که سریال خودش به نام اینستنت اینفلوئنسر  منتشر خواهد شد. در این سریال، هدف پیدا کردن ستاره اینترنتی زیبایی است و چارلز میزبان او خواهد شد.در مارس ۲۰۲۰ در استوری اینستاگرام خود اعلام کرد مسلمان شده است. 

## حاشیه‌ها

### شوخی با ابولا
در فوریه سال ۲۰۱۷، او پس از توئیت یک شوخی که در مورد آفریقا و ابولا که «توهین‌آمیز» برداشت شد، مورد انتقاد قرار گرفت. وی بعداً عذرخواهی کرد و گفت: «من از آنچه که گفتم بسیار متاسفم. هیچ بهانه‌ای وجود ندارد. هیچ‌کس مدیون بخشش نیست، اما من از این تجربه چیزهای زیادی آموخته‌ام. امیدوارم افرادی که ممکن است دنبال‌کننده من باشند، بتوانند از اشتباهاتم بیاموزند و آنها را تکرار نکنند.»

### جنجال با هنرمند آرایش تاتی وستبروک
در تاریخ ۱۰ مه ۲۰۱۹، همکار طولانی مدت چارلز، به اسم تاتی وستبروک، یک ویدئوی ۴۳ دقیقه ای را با عنوان «خداحافظ خواهر…» در کانال یوتیوب خود بارگذاری کرد که به از چارلز به شدت انتقاد کرد.
وستبروک در ویدئوی خود چارلز را به عدم اعتماد به نفس، «دستکاری در رابطه جنسی مردم» و «استفاده از … شهرت، قدرت و پول برای بازی با احساسات مردم» متهم کرد. پس از این، کانال چارلز در کمتر از ۲۴ ساعت بیش از ۱ میلیون مشترک از دست داد.
این روند نزولی از ۱۶٫۶ میلیون مشترک در حدود ۶ مه ۲۰۱۹ به پایین‌ترین نقطه از ۱۳٫۴ میلیون نفر در ۱۵ مه ۲۰۱۹ ادامه داد و در روزهای بعد بهبودی اندکی پیدا کرد. تعداد مشترکان وستبروک در مدت مشابه بیش از چهار میلیون افزایش یافت.
چارلز بعداً ویدئویی با پاسخ ۸ دقیقه ای با عنوان «تاتی» را بارگذاری کرد و به موضوعات مطرح شده توسط وستبروک پرداخت و او، همسرش و طرفدارانس عذرخواهی کرد. این فیلم بازخورد منفی زیادی را دریافت کرد و به یکی از «۱۰ ویدئوهایی که بیشترین دیس لاک را در کل تاریخ یوتیوب دارند» تبدیل شد.
در ۱۸ مه ۲۰۱۹، چارلز یک فیلم ویدئویی دوم و ۴۱ دقیقه ای به نام «دروغ کافی است» منتشر کرد که در آن به اظهارات وستبروک پرداخته‌است.
چارلز در این ویدئو مدارک و شواهدی را ارائه می‌داد که بسیاری از اتهامات وستبروک را رد می‌کرد و به حمایت مجدد از چارلز و انتقاد از وستبروک منجر شد؛ و پس از مدت کوتاهی از انتشار این ویدئو، چارلز دوباره یک میلیون مشترک به دست آورد و وستبروک دویست هزار نفر را از دست داد. وستبروک بعدها فیلم «خداحافظ خواهر» را از کانال یوتیوب خود حذف کرد.